# ناوه (هواشناسی)

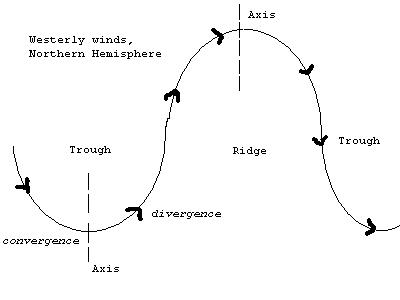
نمایش ناوه‌ها و پشته‌های متناوب در بادهای غرب‌وزان سطح بالا در نیم‌کره شمالی، مناطق همگرایی و واگرایی برچسب گذاری شده‌است.

ناوه (انگلیسی: Trough) به ناحیه‌ای کشیده در جوّ زمین با فشار اتمسفری نسبتاً کم و بدون خط هم‌فشار بسته‌ گفته می‌شود که آن را به عنوان یک مرکز کم‌فشار تعریف می‌کند. از آنجا که مرکز کم‌فشار به معنای ارتفاع زمین‌پتانسیلی کم بر روی سطح فشار است، عنوان‌های ناوه (دره) و پشته به عارضه‌هایی با حس یکسان همانند عارضه‌هایی که در نقشه توپوگرافی هستند، اشاره دارند.
ناوه ممکن است در سطح یا در بالا باشد. ناوه‌های نزدیک به سطح گاهی اوقات یک جبهه هوای مرتبط با ابرها، رگبارها و تغییر جهت باد را مشخص می‌کنند. ناوه‌های سطح‌های بالاتر در رودباد، منعکس‌کننده رشته‌های چرخندی ورتیسیته هستند. حرکت آن‌ها باعث واگرایی باد در سطح بالایی، بلند کردن و خنک کردن هوای جلو (پایین دست) شده و به ایجاد شرایط ابری و بارانی در آنجا کمک می‌کند.